# Sharknado 6: The Last One
Sharknado 6: The Last One (Originaltitel: The Last Sharknado: It’s About Time) ist ein US-amerikanischer Fernseh-Horrorfilm aus dem Jahr 2018. Er ist nach Sharknado – Genug gesagt! (2013), Sharknado 2 (2014), Sharknado 3 (2015), Sharknado 4 (2016) und Sharknado 5: Global Swarming (2017) der sechste und letzte Teil der Sharknado-Reihe.
Wie schon bei den vorausgegangenen Filmen führte Anthony C. Ferrante Regie. Produziert wurde Sharknado 6 von The Asylum und dem Sender Syfy. Hauptfiguren sind wieder Fin Shepard (Ian Ziering) und April Wexler-Shepard (Tara Reid) sowie Freunde von Fin, die in vorigen Teilen gestorben sind: Nova Clarke aus den Teilen 1, 3 und 5; Bryan und Skye aus Teil 2. Im Finale haben weitere wiederkehrende Figuren einen Gastauftritt.  In diesem Teil reist Fin nach dem Ende von Sharknado 5 durch die Zeit in verschiedene Epochen, um Sharknados aufzuhalten und die Ereignisse der bisherigen Filme zu verhindern.

## Handlung
Im Anschluss an das Ende des fünften Teils, als Fin und sein Sohn Gil eine Zeitreise starteten, landet Fin alleine in der Urzeit bei Dinosauriern. Eine aufgenommene Botschaft erklärt das Verschwinden von Gil damit, dass eine Person nur einmal in die Zeit zurückreisen kann, was Gil bereits vorher getan hatte. Fin trifft in der Vergangenheit auf seine Freunde Nova, Bryan und seine Frau April (in menschlicher Form), die Gil jeweils einen Moment vor ihrem ursprünglichen Tod durch Zeitreisen dorthin versetzt hatte, um den ersten Sharknado überhaupt aufzuhalten. Dieser erscheint zusammen mit einem Meteoritenschauer, den die Truppe benutzt, um den Sharknado zu zerstören. Dabei aktiviert sich ein Kondensator in Gils Flügel-Abzeichen und schickt sie vorwärts durch die Zeit.
Zuerst landen sie (Bryan ist dabei als Nebenwirkung des Zeitsprungs eine Frau) im Mittelalter, wo auch Gil gelandet war, und treffen Morgan le Fay und Merlin. Um den Sharknado zu zerstören, benutzt Fin das Schwert Excalibur. Als Nächstes landen sie im Unabhängigkeitskrieg und benutzen Kanonen von George Washington zur Zerstörung des Sharknados. Fin verhindert, dass Nova ihrem Vorfahren eine Nachricht an ihren Großvater mitgeben kann, und Bryan (wieder ein Mann) beschließt, in dieser Zeit zu bleiben.
Ihre nächste Landung im Wilden Westen führt zufällig zur Flucht von Billy the Kid und Fins Verhaftung stattdessen. Im Gefängnis trifft er Gil, der auch in der Zeit gelandet ist, auf der Suche nach seinen Eltern; diese können ihm aber nicht helfen, weil das die Zeitlinien gefährden würde. Stattdessen rettet ihn Skye, die Gil wie die anderen vor ihrem Tod bewahrt hatte, sodass er durch den Sharknado zeitreisen kann. Diesen zerstört die Gruppe dann mit den Kräften von Aprils Roboterkopf aus dem fünften Teil. Mit einem Zug zeitreisen sie zu einem Strand während der 1950er, wo Fin auf seine Eltern trifft, die von Gil einen Protyp des Kondensators besitzen. Dieser soll die Gruppe nach 2013 zum Sharknado aus dem ersten Teil bringen; Nova führt sie stattdessen nach 1997, um ihren Großvater vor einem Haiangriff zu retten. Dabei sterben aber Nova und die menschliche April, während der Roboterkopf im Wasser untergeht.
Fin und Skye landen in einem postapokalyptischen Jahr 2013, wo es Klone von April und eine Roboter-April als Königin gibt. Sie wurden entwickelt von dem Roboter-Kopf, der die menschliche April konserviert hatte. Die Königin versucht mit Klonen ihrer Kinder und von Nova Fin zum Bleiben zu bewegen. Als er sich weigert und die Königin ihn mit Stromschlägen bestraft, erwacht die menschliche April und bekämpft ihre Roboter-Version. Währenddessen reist Fin ins Jahr 2013, zum Anfang des ersten Films. Aber die Roboter-April der Zukunft erscheint und kämpft mit Fin im Sharknado um den Kondensator, was zur Zerstörung der Zeit führt. Aprils Roboter-Kopf zerstört den zukünftigen Roboter und mit einer Atomexplosion den Sharknado, die eine neue Zeitlinie kreiert.
In dieser neuen Alternative sind keine Sharknados der vorigen Filme passiert und alle Familienmitglieder und Freunde von Fin sind am Leben. Er und April, die mit Gil schwanger ist, haben bislang die Bar aus dem ersten Film geführt, wollen aber nun in den Ruhestand gehen, sodass Fin am Ende der Filmserie eine Abschiedsrede hält.

## Weiterer Cast und Cameos
Camelot:
- Alaska als Morgan
- Neil deGrasse Tyson als Merlin

Unabhängigkeitskrieg:
- Leslie Jordan als Benjamin Franklin
- Darrell Hammond als George Washington
- Ben Stein als Alexander Hamilton

Wilder Westen:
- Dee Snider als Sheriff
- Jonathan Bennett als Billy the Kid
- Chris Owen als Gil

1950er:
- Tori Spelling als Raye, Fins Mutter
- Dean McDermott als „Gilly“ Gil Shepard, Fins Vater

1997:
- Christopher Knight als Novas Großvater

2013:
- Israel Saez Miguel als Captain Santiago (aus dem ersten Teil)

Als 2013 in Sharknado durch Fin und Roboter-April die Zeit zerfällt, erscheinen im Strudel mehrere historische Figuren gleichzeitig, unter anderem Kleopatra (La Toya Jackson), Marie-Antoinette (Eileen Davidson) und Muhammad Ali (Shad Gaspard).
Im Finale der neuen Zeitlinie wiederholen ihre Rollen Gary Busey als Wilford und Bo Derek als May Wexler, Aprils Eltern, Mark McGrath als Fins Schwager Martin Brody und Masiela Lusha als Fins Cousine Gemini. Filmmaterial aus dem ersten Film lässt den 2017 verstorbenen John Heard wieder auftreten. Ryan Newman, die Tochter Claudia im dritten und vierten Teil spielte, sowie Charles Hittinger, der Sohn Matt im ersten Teil verkörperte, tauchen in der Zukunft 20013 und der alternativen Gegenwart auf.
NBC-Wettermann Al Roker, der vom zweiten bis zum fünften Teil über die Stürme berichtete, darf dies im Finale über sharknadofreies Wetter tun. Regisseur Anthony C. Ferrante hat einen Auftritt als Sänger der Strandband in den 50ern. Mehrere Verwandte von Verantwortlichen und Schauspielern treten als Statisten im Hintergrund auf, etwa Ian Zierings Ehefrau und Kinder am Strand der 50er. Neben ihrem Filmgroßvater wird eine junge Nova von Cassie Scerbos Nichte Catarina gespielt.

## Synchronisation
Die deutsche Synchronisation übernahm die Synchronfirma VSI Synchron GmbH in Berlin, Dialogregie führte Mike Betz.

| Figur                | Schauspieler          | Sprecher                  |
| -------------------- | --------------------- | ------------------------- |
| Fin Shepard          | Ian Ziering           | Peter Flechtner           |
| April Wexler         | Tara Reid             | Antje von der Ahe         |
| Nova Clarke          | Cassandra Scerbo      | Manja Doering             |
| Skye                 | Vivica A. Fox         | Katrin Zimmermann         |
| Matt Shepard         | Chuck Hittinger       | Amadeus Strobl            |
| Claudia Shepard      | Ryan Newman           | Jodie Blank               |
| Bryan (Männlich)     | Judah Friedlander     | Roman Kretschmer          |
| Bryan (Weiblich)     | Debra Wilson          |                           |
| Morgana              | Alaska Thunderfuck    | Heide Domanowski          |
| Merlin               | Neil deGrasse Tyson   | Reinhard Scheunemann      |
| Winter               | Marina Sirtis         | Nina Herting              |
| Benjamin Franklin    | Leslie Jordan         | Santiago Ziesmer          |
| George Washington    | Darrell Hammond       | Sven Plate                |
| Alexander Hamilton   | Ben Stein             | Gunnar Helm               |
| Billy the Kid        | Jonathan Bennett      |                           |
| Sheriff              | Dee Snider            | Erich Räuker              |
| Grandpa Clarke       | Christopher Knight    | Hans Hohlbein             |
| Kapitän Charter Boat | Bernie Kopell         | Freimut Götsch            |
| Captain Santiago     | Israel Sáez de Miguel | Sebastian Christoph Jacob |
| George               | John Heard            | Sven Plate                |
| Martin               | Mark McGrath          |                           |

## Veröffentlichung
Sharknado 6 wurde in den USA am 21. August 2018 auf dem Pay-TV-Sender Syfy erstmals ausgestrahlt. Die deutschsprachige Erstausstrahlung erfolgte am 23. August 2018, ebenfalls auf Syfy. Die deutschsprachige Free-TV-Premiere erfolgt am 30. November auf Tele5, mit dem Film startet der Sender die SchleFaZ-Winterstaffel 2018. Am 21. September 2018 erschien Sharknado 6 auf DVD und Bluray.

## Rezeption
Der Film hat bei der Internet Movie Database ein Rating von 3,9; bei Rotten Tomatoes einen Tomatometer-Score von 20 % und Audience Score von 45 %.